# گروه هفت (مجموعه تلویزیونی)
گروه هفت یک مجموعه تلویزیونی محصول سال ۱۳۸۰ به کارگردانی فریال بهزاد،  می‌باشد که از شبکه تهران پخش شد.

## بازیگران
- اسدالله منجزی
- اسماعیل آقاجانی
- زهره فکورصبور
- سپهر آزادی
- سیروس کهوری‌نژاد
- صدیف آرمیده
- علی ابوالحسنی
- علی‌اصغر نجات
- علی اوسیوند
- گلایون شیرازی
- لاله صبوری
- مریم کاظمی[۲]
- افشین گرجه‌ای
- تورج نصر
- یحیی آذرنوش